# 島香裕
島香 裕（しまか ゆう、1949年5月6日 - 2019年7月28日）は、日本の俳優、声優。ぷろだくしょん★A組所属。長野県出身。

## 経歴
東京都立府中工業高等学校卒業。
かつては劇団新人会映画放送部、九プロダクション、ぷろだくしょんバオバブ、アーツビジョンに所属していた。
晩年は東京声優プロデュース（TSP）で講師をしていた他、自身の私塾「声優教室グーフトゥループ」においても後進の指導をしていた。
2019年7月28日、心筋梗塞のため東京都昭島市の自宅で死去。70歳没。訃報はTOHO会より7月30日に発表され、8月5日に報道で公表された。

## 人物
声種はバリトンからバス。貫禄のある太い声で知られていた。
声優としては恰幅の良い男性役、ドスの利いた悪役を演じることが多かった。1980年代のロボットアニメには欠かせない存在だった。洋画吹き替えへの出演が多かった。俳優としては黒澤明監督の映画『影武者』に、原甚五郎役で出演していた。
ブエナビスタ直売以降の日本版グーフィーの声を亡くなるまで演じていた。
趣味は歌唱。

## 後任
島香の死後、持ち役を引き継いだ人物は以下の通り。なお、島香の生前に引き継がれた『ロジャー・ラビット』のボンゴ・ザ・ゴリラ（後任は郷里大輔）や『シュレック』のセロニアス（後任は小林通孝）などは含まない。
| 後任     | 役名       | 概要作品                          | 後任の初担当作品                                     |
| -------- | ---------- | --------------------------------- | ---------------------------------------------------- |
| 宮本崇弘 | グーフィー | 「ディズニー」                    | 『ミッキーマウスとロードレーサーズ』                 |
| 飯島肇   | スパイク   | 「トムとジェリーシリーズ」        | 『トムとジェリー ショー4』                           |
| 宝亀克寿 | ナブー     | 『魔動王グランゾート』            | 『スーパーロボット大戦DD』                           |
| 三宅健太 | スパイク   | 「トムとジェリーシリーズ」        | 『トムとジェリー』（2021年版）                       |
| 三宅健太 | 仙波崚河   | 『コードギアス 反逆のルルーシュ』 | 『コードギアス 反逆のルルーシュ ロストストーリーズ』 |

## 出演
太字はメインキャラクター。

### テレビアニメ
1982年
- スペースコブラ（1982年 - 1983年）
- 忍者マン一平

1983年
- イタダキマン（ディラー）
- 機甲創世記モスピーダ（ドナルド）
- 特装機兵ドルバック（1983年 - 1984年、ボブ・フロイド）
- パーマン
- 未来警察ウラシマン（スティンガー・ベアー、グエンコ）
- レディジョージィ（ジュニア）

1984年
- 大自然の魔獣バギ（ドライバー）
- 名探偵ホームズ（男）
- 森のトントたち（ペルッティ）
- よろしくメカドック（スカロクウルフB）

1985年
- おねがい!サミアどん
- オバケのQ太郎（正太の担任）
- 超力ロボ ガラット（アラン）
- ドラえもん（テレビ朝日版第1期）（1985年 - 2004年、ジャイアンの父、相撲取り 他）
- ルパン三世 PARTIII

1986年
- 宇宙船サジタリウス（ギンギン）
- 銀河探査2100年 ボーダープラネット（バリッシュ）
- 北斗の拳（1986年 - 1987年、ゲルガ、ギル、修羅、ギョウコ） - 2シリーズ
- マシンロボ クロノスの大逆襲（怪僧プリーチャー）
- ワンダービートS（バグー将軍）
- ロボタン

1987年
- 赤い光弾ジリオン（ニック）
- アニメ三銃士
- ウルトラB（犬、ガジーラ、ドラキュラ）
- エスパー魔美（1987年 - 1988年、小杉、日本史の先生、須田、肥原 他）
- 機甲戦記ドラグナー（1987年 - 1988年、ベン・ルーニー、ゴル）
- シティーハンター（1987年 - 1991年、強盗、礼次郎、越沼、ムジカ、源造 他） - 2シリーズ
- ドテラマン（天下ムテ鬼）
- プロゴルファー猿（1987年 - 1988年、大岩）

1988年
- 美味しんぼ（1988年 - 1993年、角丸副総理、医師、梅沢社長、堀町社長、幹事C 他） - 1シリーズ + 特別編
- グリム名作劇場（力もち）
- 小公子セディ（ハーリントン）
- それいけ!アンパンマン（1988年 - 2000年、クロワッサン王〈初代〉、ピロシキおじさん〈初代〉、とうだいまん〈3代目〉、セイウチおじさん〈初代〉、ブルおじさん、コウノトリ、みそおじさん〈初代〉）
- 闘将!!拉麵男（雷電、ゴモラ、クローン拳士29号）
- 超音戦士ボーグマン（ケルベルス）
- ホワッツマイケル（チャル）
- 魔神英雄伝ワタル（クルージング・トム、ソイヤ・ソイヤ）
- ミスター味っ子（1988年 - 1989年、味将軍グループ部下A、客A、部下A、スイカ屋）
- 夢見るトッポ・ジージョ（サムソン）
- 鎧伝サムライトルーパー（ダラ）

1989年
- アイドル伝説えり子（医者、校長）
- おぼっちゃまくん（1989年 - 1992年、呉服屋主人、ケロンパ大王 他）
- 機動警察パトレイバー（クラウス外相）
- 天空戦記シュラト（地帝ハイラ）
- ピーターパンの冒険（黒マントB）
- ビリ犬なんでも商会（プロデューサー）
- 魔動王グランゾート（1989年 - 1990年、ナブー）

1990年
- からくり剣豪伝ムサシロード（イエヤス）
- ジャングルブック・少年モーグリ（ガロ）
- ふしぎの海のナディア（ノーチラス号機関長）
- 平成天才バカボン（座長 他）
- 魔神英雄伝ワタル2（ドンモアイ）
- ルパン三世 ヘミングウェイ・ペーパーの謎（ロペス）
- ロビンフッドの大冒険（1990年 - 1992年、ヒヤフォード）

1991年
- 機甲警察メタルジャック（シャドウ〈ディノ〉）
- ゲンジ通信あげだま（原田社長）
- 絶対無敵ライジンオー（ヤクザード、アブラー、アツイドン、男、ゴウトロン、ダルマンダー、テレノドン）
- 太陽の勇者ファイバード（1991年 - 1992年、ゾル）
- 21エモン（ギャラクシー支配人、店長）
- 丸出だめ夫（鬼面組）
- 横山光輝 三国志（1991年 - 1992年）
- ルパン三世 ナポレオンの辞書を奪え（ドイツ代表）
- RPG伝説ヘポイ（マハラキャッスル）
- わたしとわたし ふたりのロッテ（アイペルダウアー）
- 笑ゥせぇるすまん（福水凡）

1992年
- 宇宙の騎士テッカマンブレード（1992年 - 1993年、ゴダード / テッカマン・アックス）
- クレヨンしんちゃん（1992年 - 1997年、村人、ピカソ小川、上司、ニューハーフ、大釜、怪人ハサミパンツ）
- 南国少年パプワくん（1992年 - 1993年、博多ドン太くん〈大〉、アライくん）
- フランダースの犬 ぼくのパトラッシュ（父親）
- 見ると強くなる 痛快!横綱アニメ ああ播磨灘（大江川）
- YAWARA!（片桐〈トヨ産専務〉）
- 幽☆遊☆白書（1992年 - 1993年、玄武、獄門鬼、豚尻 他）

1993年
- 忍たま乱太郎（1993年 - 2016年、山川先生、抜天坊、駄礼田郎〈2代目〉、大神鋤造、三毛野猫ェ門、梵天丸、角尾鶴蔵 他）
- 熱血最強ゴウザウラー（キラーウォッシャー）
- ムカムカパラダイス（吉田）
- 勇者特急マイトガイン（1993年 - 1994年、ホイ・コウ・ロウ）

1994年
- 機動武闘伝Gガンダム（コンタ）
- きょうふのキョーちゃん（円楽）
- 銀河戦国群雄伝ライ（雲海入道）
- 覇王大系リューナイト（ベガス）
- 勇者警察ジェイデッカー（若林のびお）
- レッドバロン（バトルロイヤル会長）

1995年
- 黄金勇者ゴルドラン（警察署長）
- 新機動戦記ガンダムW（アハト）
- ストリートファイターII V（監督）
- バーチャファイター（マルチェロ）
- ふしぎ遊戯（中国人A）
- 魔法陣グルグル（ガトー）
- ママはぽよぽよザウルスがお好き（未来の父）

1996年
- 快傑ゾロ（ブラウン）
- きこちゃんすまいる（小錦）
- シンデレラ物語（ガルゴ）
- スレイヤーズNEXT（男A）
- セイバーマリオネットJ（じょんぶる金子）
- 名探偵コナン（1996年 - 2015年、今竹智、館岡順一、山崎恒夫、唐田敬善、仁地村正平、宮元健一、西津徳盛、畠山健志郎、大島吟太 他）
- 勇者指令ダグオン（1996年 - 1997年、校長先生）
- ルパン三世 トワイライト☆ジェミニの秘密（店主）

1997年
- HAUNTEDじゃんくしょん（佐藤はるお）
- YAT安心!宇宙旅行（デデピー）

1998年
- Weiß kreuz（古雅源治）
- カウボーイビバップ（ピカロ・カルヴィーノ、ディグ）
- 剣風伝奇ベルセルク（隊長）
- TRIGUN（町長）
- MASTERキートン（中年の男）
- LEGEND OF BASARA（猩々の一族・三男）

1999年
- イソップワールド（ライオン王、太陽おじさん）
- ゴクドーくん漫遊記（ジン、夜魔王）
- 週刊ストーリーランド（オーナー）
- 神八剣伝（グチニ）
- Bビーダマン爆外伝V（1999年 - 2000年、ボーダー王）

2000年
- 人形草紙あやつり左近（渥美勝敏）
- タイムボカン2000 怪盗きらめきマン（アポロ十三）
- ポケットモンスター（ヨサク）
- ワイルドアームズ トワイライトヴェノム（アンパイア）

2001年
- 仰天人間バトシーラー（ビンボウネコ / マネキンネコ）
- グラップラー刃牙（マウント斗羽）
- ちっちゃな雪使いシュガー（ハモンド団長）
- ルパン三世 アルカトラズコネクション

2002年
- 十二国記（呂迫）
- ペコラ（パパゾーニ市長）

2003年
- 犬夜叉（お館様）
- L/R -Licensed by Royal-（マスタード）
- キノの旅 -the Beautiful World-（南の司祭）
- SUBMARINE SUPER 99（ドクターレストア）
- シンデレラボーイ（将軍）
- プラネテス（クリストファー・クリフォード議長、太郎坊）
- ルパン三世 お宝返却大作戦!!

2004年
- KURAU Phantom Memory（ブライトマン補佐官）
- サムライチャンプルー（老中）
- NARUTO -ナルト-（茶ノ国大名）
- マリア様がみてる〜春〜（教頭）
- 焼きたて!!ジャぱん（デーブ橋口）

2005年
- AIR（売り子）
- CLUSTER EDGE（学園長）

2006年
- 怪 〜ayakashi〜 化猫（勝山）
- Ergo Proxy（バークリー）
- コードギアス 反逆のルルーシュ（2006年 - 2008年、仙波崚河） - 2シリーズ
- 太陽の黙示録（黄会長）
- 出ましたっ!パワパフガールズZ（ラーメン屋の店主）
- ドラえもん（テレビ朝日版第2期）（2006年 - 2013年、煙ロボット、ミッシエル、社長〈初代〉、雪男）

2007年
- 風の少女エミリー（キャシディ神父）
- ケロロ軍曹（カクカク）
- しおんの王（古田）
- 地獄少女 二籠（武田公平）
- Devil May Cry（所長）
- MOONLIGHT MILE 1stシーズン -Lift off-（ワケイン）
- レ・ミゼラブル 少女コゼット（老人、教会前の老人、男A）

2008年
- ゲゲゲの鬼太郎（第5作）（多田）
- ゴルゴ13（ロバート・セメッカ、ロイド）
- スティッチ!（サンタ）
- ポルフィの長い旅（チッチ）
- マッハガール（ウォルター市長、ロメロ、署長、市長）

2009年
- ご姉弟物語（2009年 - 2010年、精肉店主人、雷々山）
- 蒼天航路（隊長）
- 鉄腕バーディー DECODE:02（リアンシェル）

2010年
- スティッチ! 〜ずっと最高のトモダチ〜（ピエール）
- 世紀末オカルト学院（黒木茂）

2011年
- よんでますよ、アザゼルさん。（乾犬一狼）

2012年
- エウレカセブンAO（ブルーノ・ハンス）
- まじっく快斗（ジェームズ・ホッパー）
- LUPIN the Third -峰不二子という女-（依頼人）

2013年
- 宇宙戦艦ヤマト2199（ヴァルケ・シュルツ） - 2012年劇場先行公開

### 劇場アニメ
1982年
- SPACE ADVENTURE コブラ

1987年
- バツ&テリー（世良）
- ルパン三世 風魔一族の陰謀（隊長）

1988年
- 機動戦士ガンダム 逆襲のシャア（ジャンク屋）
- ドラえもん のび太のパラレル西遊記（妖怪）

1989年
- 機動戦士SDガンダムの逆襲　嵐を呼ぶ学園祭（アッグガイ）
- SD戦国伝 暴終空城の章（璽悪）
- ファイブスター物語（男A）

1991年
- ふしぎの海のナディア 劇場用オリジナル版（ノーチラス号機関長）

1992年
- アップフェルラント物語（デル・ウェンゼ将軍、ゴルツ）
- 紅の豚
- ドラえもん のび太と雲の王国（地上人B）

1996年
- ドラミ&ドラえもんズ ロボット学校七不思議!?（雪男）
- ハーメルンのバイオリン弾き（ボスモンスター）
- 魔法陣グルグル 劇場版（教徒C）

1997年
- 幕末のスパシーボ（モジャイスキー）

1998年
- とつぜん!ネコの国 バニパルウィット（王様）

2000年
- 名探偵コナン 瞳の中の暗殺者（奈良沢刑事）

2002年
- クレヨンしんちゃん 嵐を呼ぶ アッパレ!戦国大合戦（侍大将）

2004年
- クレヨンしんちゃん 嵐を呼ぶ!夕陽のカスカベボーイズ（酒場のマスター）
- ドラえもん のび太のワンニャン時空伝（犬の警官）

2007年
- 河童のクゥと夏休み（プールの先生、テレビの声）

2012年
- 映画ドラえもん のび太と奇跡の島 〜アニマル アドベンチャー〜（ロック）

2017年
- コードギアス 反逆のルルーシュ I 興道（仙波崚河）

### OVA
1986年
- 戦え!超ロボット生命体トランスフォーマー スクランブルシティ発動編（オンスロート / ブルーティカス、サンダークラッカー）

1987年
- ダーティペア（アリババ、マッドブル）

1988年
- 小助さま力丸さま -コンペイ島の竜-（よこずなくん）

1989年
- 華星夜曲（拾吉、探偵）
- 強殖装甲ガイバー（深町史雄）
- 機動戦士ガンダム0080 ポケットの中の戦争（ミハイル・カミンスキー〈ミーシャ〉）
- 装甲騎兵ボトムズ レッドショルダードキュメント 野望のルーツ（首脳A）

1991年
- 銀河英雄伝説（ボーメル）
- 装甲巨神Zナイト（クレスト・ギスカール）
- 創竜伝
- 心霊恐怖レポート うしろの百太郎（ナレーション）
- 超幕末少年世紀タカマル（ドンパッパ）
- 魍魎戦記MADARA（組長）

1992年
- イース 天空の神殿〜アドル・クリスティンの冒険（ティアルマス）
- 新・超幕末少年世紀タカマル（1992年 - 1993年、ドンパッパ）
- チャイナさんの憂鬱（店主）

1993年
- 幻想叙譚エルシア（妖精族の長）

1994年
- 装甲騎兵ボトムズ 赫奕たる異端（ラーキン）
- ダーティペア FLASH（アリババ）

1995年
- バイオ・ハンター（ボス）

1996年
- スレイヤーズすぺしゃる（山賊）

1997年
- アイドルプロジェクト（バナナーン〈2代目〉）
- 勇者指令ダグオン 水晶の瞳の少年（朝日山壮一校長）

1999年
- 思春期美少女合体ロボ ジーマイン（辰次郎）

2000年
- だるまちゃんととらのこちゃん　(ひげとらどん）

2006年
- アンパンマンとはじめよう! ひらがなであそぼう（50音の門）

2008年
- ルパン三世 GREEN vs RED（警視総監）

### Webアニメ
- リーンの翼（2005年、エメリス・マキャベル）

### ゲーム
2020年以降の作品は、生前の収録音声を使用したライブラリ出演。
1995年
- セサミストリート・ナンバーズ（スナッフィー）

1998年
- 機動戦士ガンダム ギレンの野望（ミハイル・カミンスキー）
- 新世代ロボット戦記ブレイブサーガ（ゾル）

1999年
- SDガンダム GGENERATION（1999年 - 2016年、ミハイル・カミンスキー） - 12作品
- 金田一少年の事件簿3 青龍伝説殺人事件（南川泰三）
- クラッシュ・バンディクー レーシング（パプパプ）
- デバイスレイン（御子柴昭仁）

2000年
- 機動戦士ガンダム ギレンの野望 ジオンの系譜（ミハイル・カミンスキー）
- バウンサー（ミカド当主）
- 冒険時代活劇ゴエモン（白虎、盗賊親分）

2002年
- クロノアビーチバレー 最強チーム決定戦!（ガーレン）
- 機動戦士ガンダム ギレンの野望 ジオン独立戦争記（ミハイル・カミンスキー）
- 機動戦士ガンダム戦記 Lost War Chronicles（ミハイル・カミンスキー）
- キングダム ハーツ（グーフィー）
- ディズニーゴルフクラシック（グーフィー）
- ルパン三世 魔術王の遺産（ラング）

2003年
- ラチェット&クランク2 ガガガ!銀河のコマンドーっす（フィジージェット）

2004年
- キングダム ハーツ チェイン オブ メモリーズ（グーフィー）
- クラッシュ・バンディクー5 え〜っ クラッシュとコルテックスの野望?!?（パプパプ）
- シャドウハーツII（雷電、ハイムマン将軍）
- スーパーロボット大戦MX（ゴル）
- スーパーロボット大戦GC（ゴル、ミハイル・カミンスキー）

2005年
- キングダム ハーツII（グーフィー）
- 新世紀勇者大戦（ホイ・コウ・ロウ）
- ふしぎの海のナディア〜Inherit the Bluewater〜（機関長）
- 義経英雄伝（阿波重能、和田義盛）

2006年
- 機動戦士ガンダム クライマックスU.C.（ミハイル・カミンスキー）

2007年
- キングダム ハーツ Re:チェイン オブ メモリーズ（グーフィー）

2008年
- 機動戦士ガンダム ギレンの野望 アクシズの脅威（ミハイル・カミンスキー）
- コードギアス 反逆のルルーシュ LOST COLORS（仙波崚河）
- スーパーロボット大戦A PORTABLE（ゴル）
- 天誅4（黒川信造）

2009年
- 機動戦士ガンダム ガンダムVS.ガンダムNEXT（ミハイル・カミンスキー）
- 機動戦士ガンダム ギレンの野望 アクシズの脅威V（ミハイル・カミンスキー）
- キングダム ハーツ コーデッド（グーフィー）
- キングダム ハーツ 358/2 Days（グーフィー）

2010年
- キングダム ハーツ バース バイ スリープ（グーフィー）
- キングダム ハーツ Re:コーデッド（グーフィー）

2011年
- 機動戦士ガンダム オンライン（ミーシャ）
- 機動戦士ガンダム 新ギレンの野望（ミハイル・カミンスキー）
- 魔人と失われた王国（オロファト）

2012年
- 機動戦士ガンダムオンライン（ミハイル・カミンスキー）
- キングダム ハーツ 3D ［ドリーム ドロップ ディスタンス］（グーフィー）

2013年
- キングダム ハーツ HD 1.5 リミックス（グーフィー）
- スーパーロボット大戦Operation Extend（ミハイル・カミンスキー）
- ディズニー エピックミッキー2:二つの力（グーフィー）

2014年
- キングダム ハーツ HD 2.5 リミックス（グーフィー）

2017年
- 機動戦士ガンダム エクストリームバーサス マキシブースト ON（ミハイル・カミンスキー）
- キングダム ハーツ HD 2.8 ファイナル チャプター プロローグ（グーフィー）
- スーパーロボット大戦V（ホイ・コウ・ロウ、ヴァルケ・シュルツ）

2018年
- スーパーロボット大戦X（クルージング・トム、ソイヤ・ソイヤ、ホイ・コウ・ロウ、機関長）
- モンスターストライク（グーフィー）
- 機動戦士ガンダム エクストリームバーサス2（2018年 - 2025年、ミハイル・カミンスキー） - 4作品

2019年
- キングダム ハーツIII（グーフィー）

2020年
- キングダム ハーツ メロディ オブ メモリー（グーフィー）

2022年
- スーパーロボット大戦DD（2022年 - 2024年、クルージング・トム、ソイヤ・ソイヤ）
- SDガンダム バトルアライアンス（ミハイル・カミンスキー）

2023年
- 機動戦士ガンダム アーセナルベース（ミハイル・カミンスキー）

### ドラマCD
- アークザラッドII 炎のエルク（ビビガ）
- 英雄伝説III 白き魔女（大神官デンケン）
- 銀河戦国群雄伝ライ（雲海）
- 少年魔法士 破幻の眼（勇）
- 太陽の勇者ファイバード ユリちゃんに愛の花束を…（ゾル）
- 新・超幕末少年世紀タカマルCD劇場 めもりあるボックス 〜我ら熱風少年〜（クック＝ドゥドゥルドゥー）
- すぱすぱ（魔物）
- BASTARD!! -暗黒の破壊神- 外伝
- 方言恋愛 第4巻（村の住人・武男）
- マリア様がみてる いつしか年も（教頭）
- やさしい竜の殺し方（教皇）
- 八雲立つ 音盤物語（善造）
- 勇者特急マイトガイン 嵐を呼ぶハネムーン（ホイ・コウ・ロウ）

### 吹き替え

#### 担当俳優
ヴィング・レイムス
- 刑事ジョー ママにお手あげ（ステレオ）※ソフト版
- 死の接吻（オマー）
- チャックとラリー おかしな偽装結婚!?（フレッド・G・ダンカン）
- ミッション:インポッシブル（ルーサー・スティッケル）※ソフト版・フジテレビ版
- ミッション:インポッシブル2（ルーサー・スティッケル）※ソフト版

M・C・ゲイニー
- クリミナル・マインド FBI行動分析課 #9（モレッティ）
- 飛べないアヒル（ルイス）
- LOST（トム / ミスター・フレンドリー）

ケヴィン・ダン
- ゴースト・ブラザー/天国から来たヒーロー（ミカルスキー）
- 死の標的（ロッゼリ捜査官）※フジテレビ版
- スモール・ソルジャーズ（スチュアート・アバーナシー）※DVD版
- ミシシッピー・バーニング（バード捜査官）※ソフト版

ジェフリー・タンバー
- スクール・ウォーズ/もうイジメは懲りごり!（アート）
- 空飛ぶペンギン（グレミンズ）
- ドク・ソルジャー/白い戦場（レオ・クラッツ）※ソフト版
- ポロック 2人だけのアトリエ（クレム・グリーンバーグ）

ジョン・グッドマン
- 悪魔を憐れむ歌（ジョーンジー刑事）※フジテレビ版
- アルゴ（ジョン・チェンバース）
- シー・オブ・ラブ（シャーマン）※ソフト版
- ジャック・ブル（トリヴァー判事）
- ビヨンド the シー 夢見るように歌えば（スティーヴ・ブラウナー）
- マペット放送局

ドム・デルイーズ
- 暗黒街の人気モノ/マシンガン・ジョニー（教皇）
- ベイビー・トーキング（レニー）
- 世にも不思議なアメージング・ストーリー シーズン1 #9（ギルト）

ブライアン・デネヒー
- クリス・ファーレイはトミーボーイ（ビッグ・トム・キャラハン）
- コクーン2/遥かなる地球（ウォルター）※テレビ朝日版
- スコーキー/ユダヤとナチの凄絶な戦い（ブキャナン署長）

フランク・マクレー
- アステロイド/最終衝撃（ロイド・モーガン）※ソフト版
- ニューヨーク東8番街の奇跡（ハリー・ノーブル）※フジテレビ版
- 007/消されたライセンス（シャーキー）※TBS版
- ロックアップ（エクリプス）※日本テレビ版

ポール・ソルヴィノ
- 新スタートレック（ニコライ・ロジェンコ）
- スポット（ソニー・タリア）
- 見せたがる女（JJ・デイヴィス）

ポール・ドゥーリイ
- インソムニア（チャーリー・ニューバック署長）※テレビ朝日版
- 17 セブンティーン（ノートン神父）
- みんなのうた（ジョージ・メンチェル）

マイク・スター
- 世界で一番パパが好き!（ブロック）
- トラブル IN ベガス（サル・ディジアマリーノ）
- ビリー・バスゲイト（ジュリー・マーティン）
- ブローン・アウェイ/復讐の序曲（バーテンダー）※ソフト版
- ミラーズ・クロッシング（フランキー）

マイケル・マクシェーン
- トム・ソーヤーの大冒険（マフ・ポッター）
- ビッグ・トラブル（ブルース）
- わたしが美しくなった100の秘密（ハロルド・ヴィルムス）

ミッチ・ピレッジ
- ヴァンパイア・イン・ブルックリン（トニー）※VHS版
- X-ファイル（ウォルター・スキナーFBI副長官）
  - X-ファイル ザ・ムービー ※ソフト版
  - X-ファイル外伝 ローンガンメン
  - Xファイル 2016（シーズン10）
  - Xファイル 2018（シーズン11）

モーリー・チェイキン
- アート・オブ・ウォー（カペラ）※ソフト版
- 青いドレスの女（マシュー・テレル）
- いとこのビニー（サム・ティプトン）
- エントラップメント（コンラッド・グリーン）※機内上映版
- 想い出の微笑（アーサー・リッツ）
- ジャック・サマースビー（ドーソン弁護士）※ソフト版
- MR.デスティニー（ガゼルマン）

#### 映画（吹き替え）
- アークエンジェル（ヴラジーミル・ママントフ〈レフ・プリグノフ〉）
- アイアン・ウィル/白銀に燃えて（バートン〈リチャード・リール〉）
- 愛が微笑む時（農家の男〈トニー・ジェナロ〉）
- 愛という名の疑惑（ヘクター〈トニー・ジェナロ〉）
- 愛と哀しみの旅路（ジェリー〈コルム・ミーニイ〉）※ソフト版
- 愛に翼を（バス運転手）
- 愛の選択（キャピー）
- 青いドレスの女（木を刈りたがる男〈バリー・シャバカ・ヘンリー〉）
- アトミック・トレイン（フォード将軍〈ドン・S・デイヴィス〉）※ソフト版
- あなただけ今晩は（ラファイエット将軍）※TBS版
- あなたに降る夢（破産判事〈マーウィン・ゴールドスミス〉）
- アナライズ・ユー（ダックス）
- アニー（氷屋）
- あの日の指輪を待つきみへ（マイケル・クインラン〈ピート・ポスルスウェイト〉）
- アリゲーター（キアラン〈ロイス・D・アップルゲイト〉）※テレビ朝日版
- アンスピーカブル（ジャック・ピッチフォード〈ランス・ヘンリクセン〉）
- アンタッチャブル（市会議員）※フジテレビ版
- アンデルセン 夢と冒険の物語（コリン〈ジェームズ・フォックス〉）
- アンドロメダ…（アーサー・マンチェック少佐）※ソフト版
- 怒りのエクスタミネーター/地獄の標的（ストレッチ）
- ICHIGEKI 一撃
- イップ・マン 葉問（刑事〈ケント・チェン〉）
- 今ひとたび（ハリー）
- イヤー・オブ・ザ・ガン（ピエール・ベルニエ）
- イヤー・オブ・ザ・ドラゴン（フランシス・キアニー、マー）
- 依頼人（ジェローム・“ローミー”・クリフォード〈ウォルター・オルケウィック〉）
- イルマーレ
- インディ・ジョーンズ シリーズ
  - レイダース/失われたアーク《聖櫃》（イートン〈ウィリアム・フットキンス〉）※WOWOW版、（大男）※ソフト版・日本テレビ版
  - インディ・ジョーンズ/魔宮の伝説（商人）※日本テレビ版
  - インディ・ジョーンズ/最後の聖戦（サラー〈ジョン・リス＝デイヴィス〉）※テレビ朝日版
- インテンシティ/緊迫（イーサン・トレヴェイン〈ブル・マンクマ〉、ピーター・テンプルトン）
- イントルーダー/侵入者（フォーダム刑事）
- インビジブル2（ガヴィン・ビショップ大佐〈ウィリアム・マクドナルド〉）
- 陰謀のシナリオ（ラガーマン〈ジム・ブロードベント〉）
- ヴァンパイア・イン・ブルックリン（ジーコ博士〈ゼイクス・モカエ〉）※VHS版
- ウィロー（バーグルカット〈マーク・ノースオーヴァー〉）※ソフト版
- ウォール街（ドミニク〈ジョン・キャポディス〉、パノス）※テレビ朝日版
- ウォンテッド（ファーンズワース）
- 麗しのサブリナ（チャールズ）※ソフト版
- 運命の瞬間/そしてエイズは蔓延した（ウィリアム・W・ダロー〈リチャード・メイサー〉、マーヴィン・シルヴァーマン〈デヴィッド・デュークス〉、デニス・ドナヒュー〈ケン・ジェンキンス〉）
- エアポート'08（ダン・マクレディ機長）
- エイジ・オブ・イノセンス/汚れなき情事（アーバン・ダゴネット）
- 英雄スパルタカス（テレンシウス〈ウォルター・バーンズ〉）
- エグゼクティブ・デシジョン ※ソフト版
- エリザベスタウン（チャールズ・ディーン〈ゲイラード・サーテイン〉）
- L.A.コンフィデンシャル（暴力を振るう夫〈アラン・グラフ〉）※ソフト版
- L.A.マフィア戦争/大殺戮（デロレンゾ）
- エルモと毛布の大冒険（大きなニワトリ）
- エンティティー 霊体（ジョージ・ナッシュ〈マイケル・アルドレッジ〉）※テレビ朝日版
- オーケストラの少女 ※テレビ版1
- オーバー・ザ・トップ（マッド・ドッグ・マディソン）※TBS版
- オールド・ルーキー（デイヴ・パターソン）
- オズの魔法使 ※NHK版
- 俺たちヒップホップ・ゴルファー（カミングス〈ジェフリー・ジョーンズ〉）
- オレはギャング ガーディニア（殺し屋、古物屋、教授）
- カーミットのどろんこ大冒険（アーニー、スタドラー）
- カイロの紫のバラ（モンク〈ダニー・アイエロ〉）
- 鏡の中の他人（サム・ウィンタース）
- カサノバ
- カジノ（ビリー・シャーバート〈ドン・リックルズ〉）
- 風と共に去りぬ（ジェラルド・オハラ〈トーマス・ミッチェル〉）※PDDVD版
- カットスロート・アイランド（競売人〈ロジャー・ブース〉）※ソフト版、（スネルグレイヴ〈ポール・ディロン〉）※フジテレビ版
- カナディアン・エクスプレス ※テレビ朝日版
- から騒ぎ（アントニオ〈ブライアン・ブレスド〉）
- 硝子の塔（ピーター・ファレル）※ソフト版
- カリブの嵐（ムーンビーム〈トム・クランシー〉）※テレビ朝日版
- 頑張れフリッパー（L・C・ポーレット〈ジョー・ヒギンズ〉）
- がんばれ!ベンチウォーマーズ（ナンバー7〈ダグ・ジョーンズ〉）
- カンフーキッド/大暴れ!悪ガキ6人衆（囚人C、水兵2）※日本テレビ版
- ガンメン（グズマン〈ウンベルト・エリゾンド〉）
- キャッツ & ドッグス 地球最大の肉球大戦争（サム〈マイケル・クラーク・ダンカン〉）
- キャノンボール3 新しき挑戦者たち（ネルソン・ヴァン・スローン）※VHS版、（クライヴ・バーリントン）※TBS版
- 宮廷料理人ヴァテール（コンデ大公主治医ブルドゥロ〈リチャード・グリフィス〉）
- 銀河伝説クルール
- キンキーブーツ（ビッグ・マイク）
- キング・オブ・ハーレー（オートミール〈デニス・バークレー〉）※VHS版
- キング・オブ・ポルノ（ソリー・ワイナー刑事、ロバート・デ・サルヴォ）
- キングコング ※日本テレビ版
- キングピン/ストライクへの道（ランキャスターボウルのマネージャー）
- グーニーズ（スロース〈ジョン・マトゥザック〉[47]）※ソフト版
- クイック&デッド（ホレス〈パット・ヒングル〉）※ソフト版
- グッド・シェパード（サシャ）
- グラマー・エンジェル危機一発
- クリープゾーン セイント・ソード（院長）
- クリップス（ピアソン）
- クリクリのいた夏（ペペ〈ミシェル・セロー〉）※ソフト版
- クレイジー・ピープル（ブルース〈ビル・スミトロヴィッチ〉）
- グレムリン2 新・種・誕・生（レナード・マルティン、タクシー運転手）※ソフト版
- クロウ/飛翔伝説（ギデオン〈ジョン・ポリト〉）
- 黒馬物語 ブラックビューティー（ウェクスミア卿）
- クロコダイル・ダンディー2（ドンク、フェリペ、アル）※ソフト版
- クロッシング・ガード（サニー・ヴェンチュラ〈リチャード・C・サラフィアン〉）
- 軍用列車（バンロン）※ソフト版
- K-9/友情に輝く星（セールスマン〈アラン・ブルーメンフェルド〉）※ソフト版
- 刑事エデン/追跡者（クリス・バルデザリ〈クリス・ラッタ〉）
- 刑事ジョー ママにお手あげ（マンロー〈ゲイラード・サーテイン〉）※ソフト版
- 刑事ニコ/法の死角（CIAの尋問者、大男）※TBS版、（クローダー副本部長、大男、バーの男、FBI本部の電話の声）※テレビ朝日版
- ゲット・ショーティ（ダンバー〈ジャック・コンリー〉）
- ゴーストバスターズ2（巡査部長）※ソフト版
- GOAL!2（フロレンティーノ・ペレス）
- コクーン（ピータースバーグ警部〈ランス・ハワード〉）
- 告白（クロティ〈ケネス・マクミラン〉）
- ゴッドファーザー（ルカ・ブラージ、ドン・フィリップ・タッタリア）※DVD版
- ゴッドファーザー・サガ（クレメンザ〈リチャード・S・カステラーノ〉）
- ゴッドファーザー PART III（レオ・クーネオ）※フジテレビ版
- コットンクラブ（クレイ・ウィリアムズ）※TBS版
- 最凶女装計画（エリオット・ゴードン〈フランキー・フェイソン〉）
- 最高のルームメイト（マーティン教授〈フランキー・フェイソン〉）
- ザ・インタープリター（マトボ大使）
- ザ・カー（ファッツ）※テレビ朝日版
- ザ・コア（ブラズ〈デルロイ・リンドー〉）※ソフト版
- ザ・チェイス（フィグス巡査〈ジョシュ・モステル〉）※VHS版
- ザ・ドライバー（グリーン）※テレビ朝日版
- ザ・ファーム 法律事務所（ダッチ、フランク・マルホランド）※ソフト版
- ザ・ファン（バーニー〈カート・フラー〉）※テレビ朝日版
- ザ・ファントム（アル〈ジョン・キャポディス〉）※ソフト版
- ザ・フォッグ（トミー・ウォレス）※ソフト版
- ザ・フライ（マーキー〈ジョージ・チュバロ〉）
- 34丁目の奇跡（トニー・ファラッチ）
- サンタクローズ（ヌンツィオ刑事）
- サンタモニカ・ダンディ（ボビー・バーンズ〈フランク・ミリタリー〉）
- シーウルフ
- ジェイド（ガイ・ヘンダーソン）
- シカゴ・コネクション/夢みて走れ（ローガン〈ダン・ヘダヤ〉）
- 史上最大の作戦（レイモンド・O・バートン少将〈エドモンド・オブライエン〉）※テレビ東京版
- シティ・オブ・ジョイ
- シャークアタック（ヤン）
- 灼熱のポールダンス（マイルズ・エモリー〈ビル・デューク〉）
- じゃじゃ馬ならし（神父ジャン〈カルロ・コベリ〉）
- ジャックと豆の木伝説（巨人）
- ジャッジ・ブロンド（リッチ神父）
- シャドー（モー・シャーエバンツ〈ピーター・ボイル〉）※テレビ朝日版
- ジャングル 2 ジャングル（モリソン〈アダム・ルフェーヴル〉）
- 上海から来た女（裁判長〈アースキン・サンフォード〉）
- ジョーズ・アパートメント（P・I・スミス〈デヴィッド・ハドルストン〉）
- ジョーズ'87 復讐篇（ウィリアム）※テレビ朝日版
- 少林サッカー（社長）※日本公開版
- 少林寺三十六房（ツン・チェンチン）
- 処刑教室 地獄のターミネーター（トム・ヨスト保安官）
- 処刑ライダー（ストークス）
- 新・ぼくはむく犬（巡査部長、バーテンダー〈パット・マコーミック〉）
- スーパーマン（長老〈ハリー・アンドリュース〉、マット）※テレビ朝日旧録版
- スーパーマンII/冒険篇（テロリスト〈リチャード・グリフィス〉）※テレビ朝日旧録版
- スーパーマンIV/最強の敵（ハリー・ハウラー〈ウィリアム・フットキンス〉、ニュークリアマン〈マーク・ピロー〉※加収録部分）
- 水曜日に抱かれる女（スパッツ医師〈エリック・アヴァリ〉）
- スカーフェイス（ニック）※テレビ朝日版
- スカウト（マクダーモット〈バリー・シャバカ・ヘンリー〉）
- スクール・ウォーズ/もうイジメは懲りごり!（ジェリー、ビガー）
- スクワント/伝説の勇者（ジョン・カーヴァー）
- スズメバチ ※テレビ東京版
- スター・ウォーズシリーズ
  - スター・ウォーズ/イウォーク・アドベンチャー 勇気のキャラバン（ウィケット〈ワーウィック・デイヴィス〉）※DVD版
  - スター・ウォーズ/イウォーク・アドベンチャー 決戦！エンドアの森（ウィケット〈ワーウィック・デイヴィス〉）※DVD版
  - スター・ウォーズ エピソード4/新たなる希望（ジェイク・ポーキンス）※日本テレビ版1
- スタートレックV 新たなる未知へ（モンゴメリー・スコット〈ジェームズ・ドゥーアン〉）※機内上映版
- スティング（ウィリアム・スナイダー警部補〈チャールズ・ダーニング〉、ロンバード）※ソフト版
- ストーン・コールド（マッドフィッシュ、ドミッチ）
- スパイ・ゲーム（ハリー・ダンカン〈デヴィッド・ヘミングス〉）※ソフト版
- スピード2（ハービー〈マイク・ハガティ〉）※ソフト版
- スペースキャット（アーネスト・アーニー〈ジェシー・ホワイト〉）
- スペースバンパイア ※テレビ朝日旧録版
- スリーピー・ホロウ（サミュエル・フィリップス判事〈リチャード・グリフィス〉）※ソフト版
- スリーピング・モンキー/睡拳（王）
- スリープウォーカーズ（鑑識助手〈ジョー・ダンテ〉）
- スリーメン&ベビー（警官）※フジテレビ版
- 青春の輝き（マクデヴィット〈ケヴィン・タイ〉）
- 世界中がアイ・ラヴ・ユー
- SET IT OFF
- 戦場でワルツを（ドロール・ハラジ）
- 戦慄のストーカー/ある女子学生の場合（ダニー・ザーボ〈デニス・バークレー〉）
- ソーシャル・ネットワーク（ローレンス・サマーズ学長）
- その名にちなんで（アショケの父）
- ダークマン（パウリー）※VHS版
- ダーティ・ダンシング（スタン〈ウェイン・ナイト〉）※フジテレビ版
- ダーティファイター 燃えよ鉄拳（エルモ）
- ダーティ・ボーイズ（ブレッドソー）
- ターミナルフォース/叛逆のサイバーコップ（ジョンストン主任）
- ターミネーター（警察署受付）※VHS版
- ターミネーター2018（クファード〈ポール・ナッシー〉）
- 大逆転（農務長官）※フジテレビ版
- 第十七捕虜収容所（アニマル〈ロバート・ストラウス〉）※フジテレビ新録版
- タイタンズを忘れない（フレッド・ボスレー）
- ダイ・ハード2（ビトー・ロレンゾ刑事〈ロバート・コスタンゾ〉）※ソフト版・テレビ朝日版
- タイム・ガーディアン（マカーティ）※VHS版
- ダウンタウン（デニス・カーレン刑事〈フォレスト・ウィテカー〉）
- TAXi③（薬剤師）※ソフト版
- タップ・ドッグス（ウィリアム）
- 007シリーズ
  - 007 ロシアより愛をこめて（モーゼニー〈ウォルター・ゴテル〉）※ソフト版
  - 007 黄金銃を持つ男 ※TBS版
  - 007 私を愛したスパイ（ゴゴール〈ウォルター・ゴテル〉）※ソフト版、（ウェイン艦船員）※TBS旧録版
  - 007 ムーンレイカー（ゴゴール〈ウォルター・ゴテル〉）※ソフト版
  - 007 ユア・アイズ・オンリー（ゴゴール〈ウォルター・ゴテル〉）※ソフト版
  - 007 オクトパシー（ゴゴール〈ウォルター・ゴテル〉）※ソフト版
  - 007 美しき獲物たち（ゴゴール〈ウォルター・ゴテル〉）※ソフト版
  - 007 リビング・デイライツ（ゴゴール〈ウォルター・ゴテル〉）※ソフト版
  - 007 ゴールデンアイ（バレンティン・ズコフスキー〈ロビー・コルトレーン〉）※ソフト版、（ジャック・ウェイド〈ジョー・ドン・ベイカー〉）※テレビ朝日版
  - 007 トゥモロー・ネバー・ダイ（ヘンリー・グプタ〈リッキー・ジェイ〉）※ソフト版
  - 007 ワールド・イズ・ノット・イナフ（R〈ジョン・クリーズ〉）※ソフト版
  - 007 ダイ・アナザー・デイ（Q〈ジョン・クリーズ〉）※ソフト版
- 誰かがあなたを愛してる
- ダンス・ウィズ・ウルブズ ※日本テレビ版
- ダンス・フィーバー（ボス）
- チェンバー/凍った絆（ロクスバーグ州検事〈ハーヴ・プレスネル〉）
- チャーリーとチョコレート工場（ナレーション〈ジェフリー・ホールダー〉）※ソフト版
- チャイルド・コレクター/溺死体（ポール・ニーマン署長）
- 沈黙の戦艦（テロリスト）※テレビ朝日版
- ツインズ ※テレビ朝日版
- 月の輝く夜に（花屋）※ANA機内上映版
- 冷たい月を抱く女（マーティン・ケスラー博士〈ジョージ・C・スコット〉）※VHS版、（ジョージ・サリヴァン）※テレビ東京版
- ディア・ハンター（医師）
- ディアボロス/悪魔の扉（バシール・トバール）※ソフト版
- ディケンズのニコラス・ニクルビー（チャールズ・チアリブル〈ティモシー・スポール〉）
- TINA ティナ（フロス〈シャイ・マクブライド〉）
- デッド・エンド/特捜記者ブラティガンの挑戦（デイヴィ・デサピオ〈ジャンニ・ルッソ〉）
- デトネーター（ユーリー・ミシャロフ、CIAエージェント）※ソフト版
- デビルズ・ダブル -ある影武者の物語-（サッダーム・フセイン）
- デルタフォース2（カルロス）
- 天使とデート（ガソリンスタンド店員）
- 天使の贈りもの（ソウル・ジェフリーズ）
- 天国の日々
- 天使にラブ・ソングを2（司会者〈シドニー・ラシック〉）※日本テレビ版
- トータル・リコール（ハリー〈ロバート・コスタンゾ〉）※ソフト版
- トゥルー・クライム（ニール〈ウィリアム・ウィンダム〉、アーノルド・マッカードル）※日本テレビ版
- トゥルー・グリット（葬儀屋、バーロウ検事）
- ドク・ソルジャー/白い戦場（ルディ・ボブリック〈ジョン・C・マッギンリー〉）※テレビ東京版
- 特攻野郎Aチーム THE MOVIE（ジョン・カーナハン裁判長）
- トップ・シークレット（チョコレート・ムース）
- ドラグネット 正義一直線（ロイ・グレスト）※機内上映版
- トランザム7000VS激突パトカー軍団（ジョン・コーエン〈デヴィッド・ハドルストン〉）※テレビ朝日版
- ドリームチャイルド（イモ虫、編集員、ダックワース）
- トワイライトゾーン最終章/ロッド・サーリング・スペシャル（案内人〈ジェームズ・アール・ジョーンズ〉）
- トワイライトゾーン/超次元の体験（レイ〈チャールズ・ハラハン〉、航空警察官）
- ナイルの宝石 ※フジテレビ版
- ナインハーフ
- ナバロンの嵐（ウィーヴァー軍曹〈カール・ウェザース〉）※テレビ東京版
- ニューオーリンズ・トライアル（ヘンリー・ジャンクル〈スタンリー・アンダーソン〉）
- 摩天楼はバラ色に（プロクター）※フジテレビ版
- ノック・オフ（スキニー〈グレン・チン〉）※ソフト版
- バーグラント（バーグラント〈マーシャル・ベル〉）
- ハード・ウェイ（グレイニー）※ソフト版
- ハード・ターゲット（職場代表）※ソフト版、（ダグラス・ビンダー）※フジテレビ版
- ハートブルー
- ハートブレイク・リッジ 勝利の戦場（ウェブスター軍曹〈モーゼス・ガン〉）※TBS版
- ハードロック・ハイジャック（ダグ・ビーチ〈マイケル・リチャーズ〉）
- パーフェクト・ウェポン（タナカ〈プロフェッサー・タナカ〉）
- バーブ・ワイヤー/ブロンド美女戦記（ビッグ・ファッツォ、ルーベン・テネンバウム）※ソフト版
- ハーレーダビッドソン&マルボロマン（ジャック・ダニエルズ〈ビッグ・ジョン・スタッド〉）※テレビ朝日版
- バーン・アフター・リーディング（離婚弁護士）
- パウダー（ハーレー・ダンカン〈ブランドン・スミス〉）
- 博士の異常な愛情（フェイスマン）※ソフト版
- バグジー（ハリー・グリーンバーグ〈エリオット・グールド〉）
- バスキア（ヘンリー・ゲルツァーラー〈ポール・バーテル〉）
- 裸の銃を持つ男（アミン将軍）※テレビ朝日版
- 裸の銃を持つ男 PART2 1/2（ジョン・スヌーヌー）※テレビ朝日版
- 裸の十字架を持つ男/エクソシストフォーエバー（アーネスト・ウェラー〈ネッド・ビーティ〉）
- バタリアン（タールマン〈アラン・トラウトマン〉）
- バック・トゥ・ザ・フューチャー（ビフ・タネン〈トーマス・F・ウィルソン〉）※フジテレビ版
- バック・トゥ・ザ・フューチャー PART3（ストリックランドの副官）※ソフト版、（ヒューバート町長）※テレビ朝日版
- バックドラフト ※フジテレビ版
- バットマン（外科医）※テレビ朝日版
- ハドソン・ホーク（ジェリー、競売人）※日本テレビ版
- 波止場（ルーク、バーニー）※テレビ朝日版
- パトリオット
- バトルランナー（バズソー〈バーナード・ガス・レスウィッシュ〉）※フジテレビ版
- ハバナ（ベイビー・ヘルナンデス）
- ハミルトン（ブランストロム〈ベント・ハグランド〉）
- パラダイス・アーミー（オックス〈ジョン・キャンディ〉）
- ハロウィーンタウン（歯医者）
- ハロウィン4 ブギーマン復活（アール〈ジーン・ロス〉）※VHS版
- ハワード・ザ・ダック/暗黒魔王の陰謀 ※TBS版
- ハンター（マイク、バーテン〈ラルフ・ソーソン〉）※テレビ朝日版
- ハンバーガー・ヒル（ジョニー・ウォッシュバーン〈ドン・チードル〉）
- ビー・バッド・ボーイズ（大統領〈ジェフリー・ジョーンズ〉）
- ビーン（エルマー〈ラリー・ドレイク〉）※DVD・VHS版、BD版
- ビクター/ビクトリア（カッセル〈ジョン・リス＝デイヴィス〉）
- ビッグ・ウェンズデー（チャビー）
- 必殺!少林寺武芸帳（ゴールド〈サモ・ハン・キンポー〉）
- 羊たちの沈没（ピート・パトリッド警部）
- ヒットマンズ・レクイエム（ユーリ）
- ヒップホップ・プレジデント（チェスター・ノリス・アレン）
- ビバリーヒルズ・コップ3（ボビー）※ソフト版
- フーズ・ザット・ガール（ベニー）
- ファイヤーウォール（アラン・ヒューズ）※テレビ朝日版
- ファイヤーフォックス ※テレビ朝日版
- ファンハウス/惨劇の館（見世物小屋の客引き〈ケヴィン・コンウェイ〉）
- フィールド・オブ・ドリームス（チック・ガンディル〈アート・ラフルー〉）※DVD版、（アンパイア）※日本テレビ版
- Vフォー・ヴェンデッタ（ゴードン・ディートリッヒ〈スティーヴン・フライ〉）
- フォエバー・フレンズ（メルマン）※Disney+版
- フォー・ザ・ボーイズ（ウォーリー・フィールズ）
- フォートレス（マドックス〈ヴァーノン・ウェルズ〉）※VHS版
- フォー・ブラザーズ/狼たちの誓い（ダグラス議員〈バリー・シャバカ・ヘンリー〉）
- ブラウンズ・レクイエム（ファット・ドッグ）
- PLANET OF THE APES/猿の惑星（ネード元老院議員〈グレン・シャディックス〉）※機内上映版
- フランティック（ツイードジャケットの男〈マルセル・ブリュワル〉、ピーター〈デヴィッド・ハドルストン〉）※TBS版
- プリズン・エンジェルズ（サム）
- フリッパー（L・C・ポーレット〈ジョー・ヒギンズ〉）
- プリティ・プリンセス（セバスチャン・モターズ首相）
- プリティ・プリンセス2/ロイヤル・ウェディング（セバスチャン・モターズ首相）
- フレッチ登場!/5つの顔を持つ男（ビリー・ジョー・ヘンドリック、ティーブー・テッド・マーシャル、ジョー・ジャック）※VHS版
- ブレンダ・スター（マロニー署長〈エディ・アルバート〉）
- ブロンコ・ビリー
- ペーパー・ムーン（ジェス・ハーディン保安官〈ジョン・ヒラーマン〉）※TBS版
- ペイバック ※日本テレビ版
- ベスト・フレンズ・ウェディング（ジョー・オニール〈M・エメット・ウォルシュ〉）※ソフト版
- HELP!おたすけエイリアンズ（マイクの父）
- ベンジャミン・バトン 数奇な人生（ウォルター・アボット）
- ホーリー・ウェディング（既婚者〈アラン・ブルーメンフェルド〉）
- 暴走特急（傭兵3、通信の声、テロリストのオペレーター）※テレビ朝日版
- 北斗の拳（サンドマン）
- 僕たちのサマーキャンプ/親の居ぬ間に…（T・R・ポーク〈M・エメット・ウォルシュ〉）
- BODY/ボディ（チャールズ・ビッグス〈スタン・ショウ〉）※VHS版
- ボディ・トーク（エドワーズ〈ジョン・ランディス〉）
- 炎の大捜査線（キアの同房仲間〈イップ・ウィン・チョウ〉）
- ボルケーノ・クライシス（アルバレス大佐〈アルベルト・イソラ〉）
- ホワイトハンター ブラックハート（ハリー・ロングソーン）
- 本当に若い娘（アリスの父）
- マーキュリー・ライジング（エドガー・ハルストロム〈リチャード・リール〉）※テレビ朝日版
- マイホーム・コマンドー（ザナック〈ロイ・ドートリス〉）
- マイ・ボディガード（ヴィクトル・フエンテス、ブルーノ）※機内上映版
- マグダレーナ/美しき娼婦
- マッドマックス2（ヒューマンガス〈ケル・ニルソン〉）※TBS版
- マネー・トレイン ※テレビ朝日版
- マペットめざせブロードウェイ!（ロルフ、エリオット・グールド）※VHS版
- 魔法使いの弟子
- ママのフィアンセ/結婚に異議あり!（レオナード・レッド・クロウ）
- 真夜中のカーボーイ（ラルフ〈ジョージ・エッパーセン〉）※TBS版
- マンハッタン（グレゴリー〈デヴィッド・ラッシュ〉）
- ミート・ザ・ジェンキンズ（父親〈ジェームズ・アール・ジョーンズ〉）
- ミート・ザ・フィーブル 怒りのヒポポタマス（ブレッチ）
- ミーン・マシーン（チャーリー・サイクス）
- ミシシッピー・バーニング（ヴァーティス・ウィリアムズ）※ソフト版
- ミスター・アーサー（ラルフ・マローラ〈バーニー・マーティン〉）
- ミセス・ダウト（フランク〈ハーヴェイ・ファイアスタイン〉）※テレビ朝日版
- ミッドナイトクロス（ミルト）※TBS版
- ミッドナイト・ラン（レッド・ウッド）※VHS版
- 未来警察
- めぐり逢い（ラウ）
- めぐり逢えたら（ジェイ〈ロブ・ライナー〉）※ソフト版
- メン・イン・ブラック（害虫駆除人）※日本テレビ版
- もう一度アイ・ラブ・ユー（ピアニスト）
- 燃えよデブゴン10 友情拳（チョウ〈リー・ホイサン〉）
- 燃えよドラゴン（ボロ〈ヤン・スエ〉）※TBS版
- モディリアーニ 真実の愛（アンドレ）
- モンタージュ/証拠死体（ウォルター・リッピンスコット）
- ヤングガン2（ビーヴァー・スミス〈トレイシー・ウォルター〉）※VHS版
- U-20（ウィリアム・ターナー船長〈ケネス・クラナム〉）
- 誘拐騒動/ニャンタッチャブル（ボティカー〈ジョージ・ズンザ〉）※VHS版
- 雪のビッグ・ウェーブ（スキーパトロール〈ダグラス・スローン〉、マイク）
- 夢の旅路（料金所の監視員〈ミッキー・ルーニー〉、フェリペ）
- 許されざる者（ジョー）※ソフト版
- 夜の大捜査線（ジョージ・コートニー〈ピーター・ウィットニー〉）※TBS版
- 48時間PART2/帰って来たふたり
- ライオンと呼ばれた男（カメラマン）
- ライジング・ドラゴン（ローレンス〈オリヴァー・プラット〉[48]）
- ラスト・アクション・ヒーロー（ベネディクトの執事〈プロフェッサー・タナカ〉）※ソフト版
- ラストキング・オブ・スコットランド（パーキンス）
- ラストデイズ（ズー主席、キャメロン・エリス）
- ラスト・ボーイスカウト（マッコスキー刑事）※テレビ朝日版
- ラッシュアワー2（スターリング〈ハリス・ユーリン〉）
- ラリー・フリント（ルディ）
- リアル・ブラッド（ショーティ）
- リコシェ/炎の銃弾 ※日本テレビ版
- 理想の女（タピィ〈トム・ウィルキンソン〉）
- リトル・ジャイアンツ（ジョン・マッデン）
- リプレイスメント（ジョン・マッデン）
- ルーキー（パウエル）※TBS版
- ルートヴィヒ（レオポルト殿下、司祭、兵士）
- レインメーカー（ブッチ）
- レクイエム（マック・ホギンズ刑事）
- REX レックス（パターソン警部補）
- Let'sチェックイン!（ライオネル・スポールディング〈グレン・シャディックス〉）
- レッド・ウォーター/サメ地獄（ハンク・エリス）※VHS版
- レッド・オクトーバーを追え!（ジョシュア・ペインター〈フレッド・トンプソン〉）※テレビ朝日版
- レッドナイト（ラウル〈セルジ・ロペス〉）
- レッドブル（パット・ナン〈マイク・ハガティ〉）※テレビ朝日版
- レッドロック/裏切りの銃弾（医師）
- レディ・キラーズ（保安官代理〈ジョン・マコーネル〉）
- レネゲイズ（ブラロック署長）※VHS版
- レプリカント（エージェント1）※テレビ東京版
- レモニー・スニケットの世にも不幸せな物語（ミスター・ポー〈ティモシー・スポール〉）
- ロードハウス/孤独の街（ハンク）※VHS版
- RONIN（ジャン＝ピエール〈マイケル・ロンズデール〉）※フジテレビ版
- ローマの休日（花屋）※ソフト版、（将軍）※TBS版
- ローラーボール（セロキン）※ソフト版
- ロケッティア（ロサー）※ソフト版
- ロジャー・ムーア/冒険野郎（ヘンリー大佐）※TBS版
- ロジャー・ラビット（グーフィー、ゴリラ、アンジェロ、刑事）
- ロッタちゃん はじめてのおつかい（ブロムグレン〈ステン・リュングレン〉、男）※ソフト版
- ロボコップ（ウォーレン・リード巡査部長〈ロバート・ドクィ〉）※VHS版
- ロング・ライダーズ（チャドウェル〈エドワード・バンカー〉）
- ワイアット・アープ（ジョン・シャンシー〈マイケル・マグレイディ〉）※ソフト版
- 鷲は舞いおりた（アーサー・シーモア、マロリー）
- 私が愛したグリンゴ（ザカリアス〈セルジオ・カルデロン〉）
- わんぱくデニス（警察署長〈ポール・ウィンフィールド〉）

#### ドラマ
- iCarly
- アガサ・クリスティー ミス・マープル 予告殺人（フレッチャー）
- ありがとうございます Thank you for the miracle（イ・ビョングク〈シン・グ〉）
- ALCATRAZ/アルカトラズ（エルモア）
- アンフォゲッタブル 完全記憶捜査（ジョナサン・ヘッドストロウム〈ジェイ・O・サンダース〉、警備員）
- アンリ・デュナン物語 〜国際赤十字誕生〜（ユベール・デュナン〈ミシェル・ガラブリュ〉）
- ER緊急救命室（フランク・マーティン〈トロイ・エヴァンス〉 他）
- インディ・ジョーンズ/若き日の大冒険（レミー・ボルドワン〈ロニー・クットゥール〉）
- WITHOUT A TRACE/FBI 失踪者を追え!（アダリー）
- 宇宙船レッド・ドワーフ号（ホリスター船長〈マック・マクドナルド〉[49]）
- ウルトラマンパワード（牧場主）
- 女刑事キャグニー&レイシー（ハービー・レイシー〈ジョン・カーレン〉）
- 騎馬警官 シーズン1 #10（レイの父）
- 恐竜家族（エビル・ジョージー〈エドワード・アズナー〉）
- グッド・ワイフ2、3、4（ライオネル・ディアフィールド〈エドワード・ハーマン〉）
- クライム・ストーリー（クレイマー〈ロン・ディーン〉、ホルヘ・セントロ〈イスマイル・カルロ〉）
- クリミナル・マインド FBI行動分析課
  - シーズン3（フランクリン捜査官）
  - シーズン4（ライマン支局長）
  - シーズン6（ラリー・コナーズ）
  - シーズン9（テッド・ブライアー）
- クローザー（Dr.クリッペン〈ジェームズ・アヴェリー〉）
- ゲーム・チェンジ 大統領選を駆け抜けた女（A.B.カルヴァハウス）
- 刑事ナッシュ・ブリッジス シーズン1 #6（ロー刑事）
- こちらブルームーン探偵社
  - シーズン3 #5（エスティヴァス神父）、#6（デヴィッドの仲間〈リック・ダコマン〉）
  - シーズン4 #5・6（シャンク主任）
- ザ・コミッシュ（アーヴ・ウォーラースタイン〈アレックス・ブルハンスキー〉）
  - シーズン1 #2（ウォルター）
- CSI:5 科学捜査班（ネルソン・オークス / ジョン・H・ワトスン）
- CSI:ニューヨーク2（ティム、商品取引所の男）
- CSI:マイアミ10 ザ・ファイナル（ジョージ・オルセン〈ジョエル・マーレイ〉）
- シークレット・アイドル ハンナ・モンタナ（ジェリー / 車の解体屋〈トロイ・エヴァンス〉）
- ジェシカおばさんの事件簿 死に神は短調で歌う（ハーグローブ〈アレクサンダー・フォーク〉 他）
- ジム・ヘンソンのストーリーテラー（巨人〈フレデリック・ウォーダー〉）
- シャーロック・ホームズの冒険 犯人は二人（ヘブワース）
- 小公女（バート、医師〈ジェームズ・ブリー〉）
- 私立探偵マグナム（TC〈ロジャー・E・モーズリー〉）※テレビ東京版
  - シーズン1 #6（JJ・スタイン）、#11（チャーリー）
- 新アウターリミッツ（ゴールデン医師〈エリック・シュナイダー〉）
- 新・アンタッチャブル（バズ所長〈ジョージ・ザンザ〉）
- 新・刑事コロンボ 初夜に消えた花嫁（トビー・コンフォート、ジョー）
- 新スタートレック シーズン7 #16（スコラン〈マイク・ハガティ〉）
- 新・スパイ大作戦（整備係）
- スーパーナチュラル シーズン6（ブレナン氏〈リンデン・バンクス〉）
- スタートレック:ディープ・スペース・ナイン（コリウス〈ケネス・マース〉）
- スティーヴン・キングのゴールデン・イヤーズ（レディング博士）
- スパイダー・エンジェル MISSION 2:ブレイン・ドレイン（スラッゴ）
- スパルタカス（プブリウス・マキシムス）
- 青春の城 コビントン・クロス（修道士〈ポール・ブルック〉）
- セサミストリート
  - セサミストリート: 世界の国からハッピーニューイヤー（スナッフィー、サムソン、マックス）※スペシャル版
  - エルモのクリスマス（スナッフィー）※スペシャル版、（サンタクロース〈チャールズ・ダーニング〉）※DVD版
- そりゃないぜ!? フレイジャー シーズン3 #19（ハーロウ・サフォード〈ドナルド・オコーナー〉）
- 孫子兵法（景公）
- ダークエンジェル シーズン1 #3（ブレイク〈アブラハム・ベンルービ〉）※ソフト版
- ターザン・リターンズ（アレクセイ）※VHS版
- 探偵ハート&ハート シーズン3 #16（ジョージ・クリスティ）
- 探偵レミントン・スティール（イワン・ターベル〈ポール・ライザー〉）
- チャームド 〜魔女3姉妹〜（ジェフリーズ〈ミルト・ターバー〉 他）
- 超音速攻撃ヘリ エアーウルフ シーズン2 #1（ビリー〈デヴィッド・グラフ〉）
- 超音速ヒーロー ザ・フラッシュ #7（ジャック・カラハン）※日本テレビ版
- ツイン・ピークス（ジャック・ルノー〈ウォルター・オルキッジュ〉）
- 天命（キム・チヨン右議政〈チョン・グクファン〉）
- 24 -TWENTY FOUR- シーズン4（ジーン・マクレナン社長〈ビル・スミトロヴィッチ〉）
- 特捜刑事マイアミ・バイス
  - シーズン1 #18（アーティ・クロス）
  - シーズン2 #1（ジミー・ボージス）、#12（バーテンダー）、#19（マロト〈ロベルト・デュラン〉）
  - シーズン3 #4（ハマー）、#15 （タクシー運転手）、#17（レオン・ウォルフ〈ヴィンセント・ドノフリオ〉）、#20（子分1〈ルー・アルバーノ〉）
  - シーズン4 #5（ホリデイ〈アイザック・ヘイズ〉）
- ドクタークイン 大西部の女医物語（コンラッド〈ロドニー・ソールスベリー〉）
- ドクター・フー（オリバー・チャールズ、マンハッタン公爵）
- 特攻野郎Aチーム シーズン4 #5（クイント〈ジェームズ・アヴェリー〉）、#18（マレー・グルーバー）、#20（フリッジ）
- トップモデル諜報員 カバー・アップ（アサト〈セオドア・ビケル〉）
- となりのサインフェルド（ジョージ・ウェント）
- ナルニア国物語（老ドリニアン卿、巨人）
- 南北戦争物語 愛と自由への大地（セイラム・ジョーンズ〈トニー・フランク〉）
- PERSON of INTEREST 犯罪予知ユニット（キッシュ〈マイケル・マンデル〉）
- バーン・ノーティス 元スパイの逆襲（ジャンボ）
- バビロン5（アルダス・ガイヤッジ〈デビッド・ワーナー〉）
- HAWAII FIVE-0（ドナルド・ラザフォード〈ウェイン・デュヴァル〉、ディープスロート）
- 犯罪捜査官ネイビーファイル シーズン10（ポール・リビア〈ブロック・ピーターズ〉）
- 美女と野獣（モーリー〈ケン・フォリー〉）
- ヒルストリート・ブルース
  - シーズン2 #5（スタンレー・フェルト）、#11（デュネロ〈トロイ・エヴァンス〉）
  - シーズン5 #16（メル・テイバー警部補〈ダナ・エルカー〉）
  - シーズン6 #2・3（オジー・クリーヴランド市長）
  - シーズン7 #19（ニプラー、ウェブスター）
- ファミリータイズ（ガス・トンプソン）
  - シーズン3 #14（ラリー・クロムウェル）
- ふたりは最高!ダーマ&グレッグ シーズン5 #18（ドアマン）
- ふたりは友達? ウィル&グレイス（プレスマン〈ルー・カットエル〉、ラリー）
- フラグルロック（犬のマック）
- プラハの恋人
- FRINGE/フリンジ
- フルハウス（ウィーブ、ランプ売り）
- 冒険野郎マクガイバー シーズン1 #2（トルアン）、#10（アクシミンスター）、#20（フュアド〈マイク・モロフ〉）、#22（コナーズ）
- ミディアム7 最終章（ケン・コリガン〈ロン・オーバック〉）
- 名探偵ポワロ ※NHK版
  - 夢
  - 消えた廃坑（ダイアー〈ジェームズ・サクソン〉）
  - 二重の罪（フラッグ巡査、バスツアー会社職員）
  - 雲をつかむ死（カジノディーラー）
- 名探偵モンク2（マーティン・ウィロビー〈グレン・モーシャワー〉）
- メントーズ〜世界の偉人たちからのメッセージ〜
- ヤングライダーズ（パーカー）
- 霊幻道士・キョンシーマスター（ユー・ダイホイ）

#### アニメ
- アニマニアックス（フラビオ・ヒッポ）
- アラジンの大冒険
- アンツ（チップ）
- アンデルセン・ストーリーズ・豚飼い王子（皇帝）
- アバローのプリンセス エレナ
- エル・ドラド 黄金の都
- オリバー ニューヨーク子猫ものがたり（アインシュタイン）
- キャッツ・ドント・ダンス（ウーリー）
- きよしこの夜 バスターとチョーンシーの素敵なクリスマス（市長）
- 恐竜大行進（ラリー・キング〈本人〉）
- クワック・パック（テラノバ教授）
- ケチャップ（ダビー市長）
- コビーの冒険（タミーノ）
- ザ・シンプソンズ（クランシー・ウィガム署長〈初代〉、シェリーとテリーの父、ユージーンの父、ヘイゼル、「ハッピースモウ」の店長 他）
- ジャッキー・チェン・アドベンチャー（ローペイ）
- シュレック（セロニアス）
- シルベスター&トゥイーティー ミステリー
- 新くまのプーさん（ズオウの父〈2代目〉、ウースター）
- スーパーマン（グラニー）
- スター・ウォーズ / クローン・ウォーズ（テレビシリーズ）（オナコンダ・ファー、ファイロ）
- スパイダーマン（オットー・オクタヴィアス / ドクター・オクトパス）
- スパイダーマン&アメイジング・フレンズ（オットー・オクタヴィアス / ドクター・オクトパス）
- スワン・プリンセス/白鳥の湖（スピード〈スティーヴン・ライト〉）
- タンタンの冒険（店の主人、アルフォンス、クルト 他）
- 地上最強のエキスパートチーム G.I.ジョー ザ・ムービー（サージェント・スローター、ドクターマインドベンダー）
- チップとデールの大作戦（ファットキャット）※テレビ東京版
  - チップとデールの大作戦（スタニスラフスキー）※新吹き替え版
- チャギントン（ピート〈初代〉[50]）
- ちいさなプリンセス ソフィア
- ディズニー 各作品（1989年 - 2019年、グーフィー）※BVHE版初代
- 電光石火バットマン（ベイジル・カルロ / クレイフェイス）
- トイ・ストーリー2（ハイムリック）
- トムとジェリーシリーズ（スパイク〈ブルおじさん〉〈初代〉、船長、貴族、クリント・クローバー〈短気おやじ〉、シドニー〈ゾウ〉、ワンちゃん、ワニ、巨人、ダーウィン〈ゴリラ〉、アップルチークの子分、路地の猫たち、スパイク〈ブッチ〉、ナレーター）
  - トムとジェリー
  - トムとジェリーキッズ
  - トムとジェリーの大冒険
  - トムとジェリー魔法の指輪
  - トムとジェリーテイルズ
  - トムとジェリー シャーロック・ホームズ
  - トムとジェリー オズの魔法使
  - トムとジェリー ロビン・フッド
  - トムとジェリー ジャックと豆の木
  - トムとジェリー ショー
  - トムとジェリー スパイ・クエスト
  - もっと!トムとジェリー ショー
  - トムとジェリー すくえ!魔法の国オズ
  - トムとジェリー 夢のチョコレート工場
  - トムとジェリー ショー3
- トランスフォーマーシリーズ（ゴング、レーザーウェーブ、サンダークラッカー、オンスロート / ブルーティカス 、デバスター、スカージ、ダイナザウラー、ノーズコーン 他）
  - 戦え!超ロボット生命体トランスフォーマー[51]
  - トランスフォーマー ザ・ムービー
  - 戦え!超ロボット生命体トランスフォーマー2010[52]
- ドルーピー（スパイク〈ブッチ〉、猟犬たち、芸能事務所の社長）DVD版
- ドン・キホーテ（宿の主人、ホワン）
- ナットのスペースアドベンチャー3D（ププチェフ）
- バグズ・ライフ（ハイムリック）
- バットマン（チャールズ・マイケル・コリンズ / ドン・ウォーレス）
- 101匹わんちゃんII パッチのはじめての冒険（プロデューサー）
- ピンクパンサー（レックス）
- ファン・アンド・ファンシー・フリー（グーフィー、モーティマー・スナード）※WOWOW版
- フロスティ・ザ・スノーマン〜温かい雪だるま（フロスティ）
- フラニーズ・フィート（おじいちゃん）
- ブレイブ・リトル・トースター（プラグジー）
- ヘラクレス（背が高い男）
  - ヘラクレス (TVシリーズ)（クロイソス）
- ポパイ（ブルート）
- マドレーヌ（モロー刑事）
- モンスターVSエイリアン
- ライオン・キング3 ハクナ・マタタ（グーフィー、動物たち）
- リトルロボット（ストライビィ）
- ルーニー・テューンズ・ショー（ドクター・ワイズバーグ、サンタ）
- ロード・オブ・ザ・リング 指輪物語（ボロミア）
- ロバと少年
- ロビン・フット（クロコダイル）※DVD追加収録版
- わんぱくダック夢冒険（バウンサー・ビーグル、グリミッツ長官〈初代〉）※テレビ東京版、バンダイ版
  - ダックテイル（バーガー、ブル、ジャック 他）※WOWOW版
    - ダックテイル・ザ・ムービー/失われた魔法のランプ（看守）
- わんわん物語II（ムーチ）

### 人形劇
- アップルポップ（モグラテス[53]）
- ざわざわ森のがんこちゃん

### ボイスオーバー
- BS世界のドキュメンタリー（NHK-BS1）
- ロイヤル・スキャンダル 〜エリザベス女王の苦悩〜（2012年、NHK-BSプレミアム）

### テレビドラマ
- 東芝日曜劇場 / おんなの家（1982年、TBS）
- ヒロシマ 原爆投下までの4か月（1996年、NHK） - 声の出演

### 映画
- 影武者（1980年、東宝） - 原甚五郎

### 舞台
- 深川安楽亭（1983年、劇団新人会） - 源三[54]
- 二十日鼠と人間たち（1990年、俳協プロデュース） - レニー[55]

### CM
- バンダイ「光機動Vdashガンダム」（1993年）

### その他コンテンツ
- 機動戦士ガンダム0079カードビルダー（ミハイル・カミンスキー）
- トランスフォーマーテレフォン（レーザーウェーブ、ミックスマスター、ブルーティカス）
- 東京ディズニーリゾート ドリームフォースマイルII《ダイジェスト版》スペシャルイベント編　ショー&パレード編（ブルーレイ / DVD、2015年2月4日発売）（グーフィーの声）
- 東京ディズニーリゾート（グーフィー、ハイムリック他の声）

### シリーズ一覧
1. ↑  『ZERO』（1999年）、『F』（2000年）、『F.I.F』（2001年）、『NEO』（2002年）、『SEED』（2004年）、『PORTABLE』（2006年）、『SPIRITS』（2007年）、『WARS』（2009年）、『WORLD』『3D』（2011年）、『OVER WORLD』（2012年）、『GENESIS』（2016年）
2. ↑  『エクストリームバーサス2』（2018年）、『クロスブースト』（2021年）、『オーバーブースト』（2023年）、『インフィニットブースト』（2025年）